# Actio pigneraticia
Actio pigneraticia – w prawie rzymskim powództwo przysługujące zastawcy przeciwko zastawnikowi, wynikające z kontraktu zastawniczego (contractus pigneraticius).

## Charakterystyka powództwa
Głównym dłużnikiem w kontrakcie zastawniczym był zastawnik – miał on obowiązek zwrócić zastawcy przedmiot zastawu po jego wygaśnięciu. W czasie trwania zastawu miał on obowiązek utrzymywania rzeczy w należytym stanie, co do zasady nie mógł też rzeczy używać. Za należyte wykonanie kontraktu zastawnik odpowiadał do granic culpa levis.
Ochronie praw, odpowiadających tym obowiązkom, służyła należąca do actiones in personam skarga odszkodowawcza actio pigneraticia. Początkowo oparta na fakcie, z czasem stała się skargą dobrej wiary.